# Geografia do Alabama

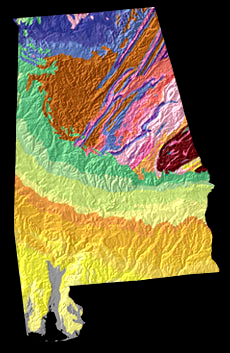
Regiões fisiográficas do Alabama

A geografia do estado norte-americano do Alabama ocupa uma área 131 426 km, sendo o trigésimo maior dos Estados Unidos. Os estados que fazem limite com o Alabama são o Tennessee ao norte, a leste com a Geórgia, ao sul com a Flórida e o oceano Atlântico, e a oeste com Mississipi, além do Golfo do México.
Cerca de 3,19% de sua superfície é água, tornando o Alabama o vigésimo terceiro estado com maior porcentagem de água sobre a área total, sendo o segunda maior sistema navegável dos Estados Unidos.
O ponto mais elevado do Alabama é o Monte Cheaha com uma altura de 734 metros. As florestas cobrem cerca de 67% do Alabama. 